# Hudební vydavatelství
Hudební vydavatelství je podnik v oboru hudebního průmyslu, který se zabývá vydáváním a prodejem hudebních nosičů s hudebními nahrávkami různých hudebníků, hudebních skupin a orchestrů, příp. vydáváním hudebnin a hudební literatury. Anglický výraz pro hudební vydavatelství je record label, původně jen label – výraz používaný i dnes v češtině. Hudebním nosičem se myslí například CD, gramofonová deska, dříve též magnetofonový pásek (magnetofonová kazeta), fonografický váleček.
Důležitou postavou každého hudebního nakladatelství je A&R manager (artist & repertoire), jehož úkolem je objevovat nové hudebníky. A&R manager poslouchá demonahrávky, sleduje další zdroje (koncerty, masmédia) a rozhoduje, zda je určité dílo vhodné k vydání.
Další fází je vytvoření zdrojové nahrávky v nahrávacím studiu. Tato nahrávka pak slouží jako předloha k výrobě hudebního nosiče (CD, gramofonové desky).
V době výroby hudebního nosiče zabezpečuje vydavatelství propagaci nové nahrávky, prezentuje skupinu, orchestr nebo hudebníka potenciálním zákazníkům v různých médiích – využívá televizní a rozhlasová vysílání, tištěná média, internet. Prezentace nemá za úkol zajistit pouze prodej hudebních nosičů, ale vytváří i pozitivní dojem o hudebníkovi nebo skupině či orchestru.
Jakmile je nosič vyroben, stará se hudební vydavatelství o jeho distribuci do obchodů.